# Мегнад Саха
Мегнад Саха (на бенгалски: মেঘনাদ সাহা,) е индийски астрофизик и политик (член на парламента на Индия).
Известен с откриването на Уравнението на Саха, използвано в съвременната астрофизика за описание на химичните и йонизационни свойства на звездната плазма.

## Биография
Саха е роден в село Шаоратоли, Британска Индия (до Дака в днешен Бангладеш). Израства в бедно семейство. Ходи на училище в Дака, учи в Колежа на Дака и в Калкутския университет.
При следването си в Калкута учи при Джагадиш Чандра Бозе и Прафула Чандра Рой, които тогава са на върха на научната си кариера. Сред състудентите му е и Сатиендра Нат Бозе. По-късно контактува с Амия Чаран Банерджи, известен математик от Университета Алахабад.
Става професор в Университета в Алахабад, където преподава от 1923 до 1938 г., а после е професор и декан на Научния факултет на Калкутския университет до смъртта си през 1956 г. От 1927 г. е член на Британското кралско научно дружество. Председателства 21-вото заседание на Индийския научен конгрес през 1934 г.
Мегнад Саха е познат най-вече с работите си върху термичната йонизация на химичните елементи. По тези си трудове той формулира уравнението на Саха. Това уравнение е един от важните инструменти за разбиране на спектрите на звездите в астрофизиката. От спектрите на дадена звезда може да бъде определена нейната температура, след което, при прилагане на уравнението на Саха могат да се изчислят йонизационните състояние на различните химични елементи в звездата.
Саха участва в основаването на няколко различни научни института, като Физическия департамент на Университета Алахабад и Института по ядрена физика в Калкута, днес наречен на негово име. Основава списание „Наука и култура“, на което е редактор до смъртта си. Участва в много научни организации, като Националната академия на науките (1930), Индийското физическо общество (1934), Индийския научен институт (1935), Индийската асоциация за научно образование (1944).
Изобретява инструмент за измерване на светлинното налягане на слънчевите лъчи.
Саха е и архитект на корекцията на няколко речни корита в Индия. Подготвя първоначалния план за Проекта „Долина на Дамодар“.

## Отзиви от учени
- Джаянт Нарликар: „Йонизационното уравнение на Саха (о. 1920), което отваря пътищата към звездната астрофизика“, е едно от десетте най-важни постижения на индийската наука през ХХ век и следва да се счита за постижение от ранг за нобелова награда[1]
- С. Розланд: „Трудно може да бъде надценен тласъкът, който трудовете на Саха дават на съвременната астрофизика, тъй като почти всички по-нататъшни изследвания в тази област са всъщност продължение на идеите на Саха.“[2]